# Eugenio Vitarelli
Eugenio Vitarelli (Messina, 1927 – Pomezia, 1994) è stato uno scrittore italiano.
Il suo esordio letterario avviene nel 1983 col romanzo Placida (Mondadori) che nella sua prima edizione contiene la prefazione di Leonardo Sciascia . Nel 1989 con Acqualadrone, opera che prende il titolo proprio da Acqualadroni frazione costiera del comune di Messina vince il Premio Chiavari.  Suoi interventi furono pubblicati sulla rivista Alfabeta. Figlio di un noto avvocato che operava tra Messina, Roma e il Corno d'Africa, dopo il liceo frequentò alcuni anni di Giurisprudenza. Oltre all'attività di scrittore, durante la sua vita fu anche dirigente d'azienda, impiegato, venditore di commercio e pescatore.

## Opere
- Placida (Mondadori, 1983, Mesogea 2011)
- Acqualadrone (Theoria, 1988, Mesogea, 2013)
- Sireine  (Theoria, RM-NA, 1990)
- La chiurma (Il Girasole, Valverde [CT], 1991)

### Opere postume
- La sete (Il Girasole, Valverde [CT], 1995)
- Il segno della violenza (Theoria, RM-NA, 1999)
- Due racconti (Il Girasole, Valverde [CT], 2004)

## Collegamenti
La Messina di Eugenio Vitarelli http://www.paeseitaliapress.it/news_649_LA-MESSINA-DI-EUGENIO-VITARELLI.html Archiviato il 28 marzo 2018 in Internet Archive.
Il tramonto silenzioso del romanziere pescatore http://ricerca.repubblica.it/repubblica/archivio/repubblica/2007/10/19/il-tramonto-silenzioso-del-romanziere-pescatore.html?refresh_ce
La felicità di far libri secondo Leonardo Sciascia https://www.minimaetmoralia.it/wp/la-felicita-far-libri-secondo-leonardo-sciascia/
| Controllo di autorità | VIAF (EN) 84505198 · ISNI (EN) 0000 0000 7832 0347 · SBN CFIV000452 · LCCN (EN) n86864920 |